# Ballon d'Or 2009

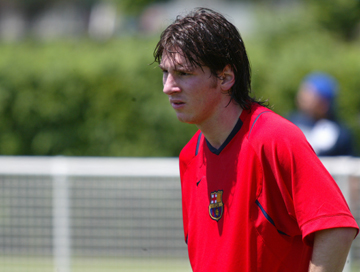
Lionel Messi

De Ballon d'Or 2009 was de 54e en tijdelijk laatste editie van de voetbalprijs georganiseerd door het Franse tijdschrift France Football. De prijs werd gewonnen door de Argentijn Lionel Messi (FC Barcelona).
De jury was samengesteld uit:
- 53 journalisten die aangesloten waren bij de volgende verenigingen van de UEFA: Albanië, Andorra, Armenië, Azerbeidzjan, Duitsland, Oostenrijk, België, Bulgarije, Wit-Rusland, Bosnië-Herzegovina, Cyprus, Kroatië, Slovenië, Slowakije, Estland, Denemarken, Spanje, Finland, Frankrijk, Wales, Georgië, Griekenland, Hongarije, Engeland, Ierland, Noord-Ierland, Faeröer-eilanden, IJsland, Israël, Italië, Letland, Litouwen, Kazachstan, Liechtenstein, Luxemburg, Macedonië, Malta, Moldavië, Nederland, Noorwegen, Polen, Portugal, Roemenië, Rusland, San Marino, Schotland, Servië, Tsjechië, Zweden, Zwitserland, Oekraïne, Turkije en Joegoslavië.
- 13 journalisten die aangesloten waren bij de volgende verenigingen van de CAF: Angola, Algerije, Kameroen, Congo, Ivoorkust, Egypte, Ghana, Marokko, Nigeria, Senegal, Zuid-Afrika, Togo en Tunesië.
- 10 journalisten die aangesloten waren bij de volgende verenigingen van de CONCACAF: Canada, Costa Rica, Cuba, El Salvador, Verenigde Staten, Haïti, Honduras, Jamaica, Mexico en Trinidad en Tobago.
- 9 journalisten die aangesloten waren bij de volgende verenigingen van de CONMEBOL: Argentinië, Bolivia, Brazilië, Chili, Colombia, Ecuador, Paraguay, Peru, en Uruguay.
- 9 journalisten die aangesloten waren bij de volgende verenigingen van de AFC: Saoedi-Arabië, Noord-Korea, Zuid-Korea, China, Verenigde Arabische Emiraten, Iran, Irak, Japan en Koeweit.
- 2 journalisten die aangesloten waren bij de volgende verenigingen van de OFC: Australië en Nieuw-Zeeland.

De resultaten van de stemming werden gepubliceerd in editie 3321 van France Football op 1 december 2009.

## Stemprocedure
Elk jurylid koos de beste vijf spelers uit een shortlist van vijftig spelers. De speler op de eerste plaats kreeg vijf punten, de tweede keus vier punten en zo verder. Op die wijze werden 1440 punten verdeeld, 480 punten was het maximale aantal punten dat een speler kon behalen (in geval van een 96 koppige jury).

## Uitslag
| Plaats | Speler             | Club                            | Stemmen | Stemmen | Stemmen | Stemmen | Stemmen | Stemmen | Punten |
| Plaats | Speler             | Club                            | 1º      | 2º      | 3º      | 4º      | 5º      | Totaal  | Punten |
| ------ | ------------------ | ------------------------------- | ------- | ------- | ------- | ------- | ------- | ------- | ------ |
| 1º     | Lionel Messi       | FC Barcelona                    | 90      | 5       | 1       |         |         | 96      | 473    |
| 2º     | Cristiano Ronaldo  | Manchester United / Real Madrid |         | 32      | 25      | 11      | 8       | 76      | 233    |
| 3º     | Xavi               | FC Barcelona                    |         | 23      | 12      | 18      | 6       | 59      | 170    |
| 4º     | Andrés Iniesta     | FC Barcelona                    | 2       | 9       | 20      | 17      | 9       | 57      | 149    |
| 5º     | Samuel Eto'o       | FC Barcelona / Internazionale   | 2       | 9       | 7       | 3       | 2       | 23      | 75     |
| 6º     | Kaká               | AC Milan / Real Madrid          | 1       | 4       | 7       | 4       | 8       | 24      | 58     |
| 7º     | Zlatan Ibrahimović | Internazionale / FC Barcelona   |         | 5       | 1       | 9       | 9       | 24      | 50     |
| 8º     | Wayne Rooney       | Manchester United               |         |         | 7       | 5       | 4       | 16      | 35     |
| 9º     | Didier Drogba      | Chelsea                         |         |         | 4       | 9       | 3       | 16      | 33     |
| 10º    | Steven Gerrard     | Liverpool                       | 1       | 2       | 1       | 4       | 8       | 16      | 32     |
| 11º    | Fernando Torres    | Liverpool                       |         | 1       | 2       | 3       | 6       | 12      | 22     |
| 12º    | Cesc Fàbregas      | Arsenal                         |         | 2       |         | 2       | 1       | 5       | 13     |
| 13º    | Edin Džeko         | VfL Wolfsburg                   |         |         |         | 2       | 8       | 10      | 12     |
| 14º    | Ryan Giggs         | Manchester United               |         | 1       | 1       | 1       | 2       | 5       | 11     |
| 15º    | Thierry Henry      | FC Barcelona                    |         |         | 2       | 1       | 1       | 4       | 9      |
| 16º    | Luís Fabiano       | Sevilla                         |         | 1       | 1       |         | 1       | 3       | 8      |
|        | Iker Casillas      | Real Madrid                     |         | 1       |         |         | 4       | 5       | 8      |
|        | Nemanja Vidić      | Manchester United               |         |         | 1       | 1       | 3       | 5       | 8      |
| 19º    | Diego Forlán       | Atlético Madrid                 |         | 1       |         | 1       | 1       | 3       | 7      |
| 20º    | Yoann Gourcuff     | Girondins de Bordeaux           |         |         | 2       |         |         | 2       | 6      |
| 21º    | Andrej Arsjavin    | Zenit Sint-Petersburg           |         |         | 1       | 1       |         | 2       | 5      |
|        | Frank Lampard      | Chelsea                         |         |         |         | 2       | 1       | 3       | 5      |
|        | Júlio César        | Internazionale                  |         |         |         | 1       | 3       | 4       | 5      |
| 24º    | Maicon             | Internazionale                  |         |         |         | 1       | 2       | 3       | 4      |
| 25º    | Diego              | Werder Bremen / Juventus        |         |         | 1       |         |         | 1       | 3      |
| 26º    | John Terry         | Chelsea                         |         |         |         |         | 2       | 2       | 2      |
|        | David Villa        | Valencia                        |         |         |         |         | 2       | 2       | 2      |
| 28º    | Franck Ribéry      | Bayern München                  |         |         |         |         | 1       | 1       | 1      |
|        | Yaya Touré         | FC Barcelona                    |         |         |         |         | 1       | 1       | 1      |

## Trivia
- Lionel Messi won de Gouden Bal met het hoogste percentage stemmen ooit (98,54%). Met een eindklassering van 473 had hij 240 punten voorsprong op de nummer twee Cristiano Ronaldo.

## Referentie
- Eindklassement op RSSSF

France Football:
1956 · 
1957 · 
1958 · 
1959 · 
1960 · 
1961 · 
1962 · 
1963 · 
1964 · 
1965 · 
1966 · 
1967 · 
1968 · 
1969 · 
1970 · 
1971 · 
1972 · 
1973 · 
1974 · 
1975 · 
1976 · 
1977 · 
1978 · 
1979 · 
1980 · 
1981 · 
1982 · 
1983 · 
1984 · 
1985 · 
1986 · 
1987 · 
1988 · 
1989 · 
1990 · 
1991 · 
1992 · 
1993 · 
1994 · 
1995 · 
1996 · 
1997 · 
1998 · 
1999 · 
2000 · 
2001 · 
2002 · 
2003 · 
2004 · 
2005 · 
2006 · 
2007 · 
2008 · 
2009 · 
2016 · 
2017 · 
2018 · 
2019 · 
2021 · 
2022 · 
2023 · 
2024